# Кудряшова, Елена Владимировна
Еле́на Влади́мировна Кудряшо́ва (род. 14 апреля 1961 года, Архангельск, СССР) — российский философ, доктор философских наук, профессор. Бывший ректор Северного (Арктического) федерального университета имени М. В. Ломоносова с 2010 по 2024 год.

## Биография

### Образование
В 1983 году окончила Архангельский государственный педагогический институт имени М. В. Ломоносова (АГПИ) по специальности «история и английский язык».
С 1987 по 1990 год училась в очной аспирантуре в Московском государственном педагогическом институте имени В. И. Ленина и в 1990 году защитила кандидатскую диссертацию на тему «Социально-философские проблемы в работах Н. И. Бухарина» по специальности «История философии».
С 1994 по 1996 год в очной докторантуре на кафедре философии Московского педагогического государственного университета. В 1996 году защитила докторскую диссертацию на тему «Лидерство как предмет социально-философского анализа» по специальности «Социальная философия».

### Карьера
С 1983 по 1986 год работала учителем истории и английского языка в Рембуевской восьмилетней школе Холмогорского района Архангельской области. 
С 1986 года работала ассистентом, старшим преподавателем, доцентом, профессором, завкафедрой философии Поморского государственного университета имени М. В. Ломоносова. 
Преподавала в университетах: Умео и Лулео (Швеция), Осло (Норвегия), Оулу (Финляндия), Дж. Вашингтона, штата Орегон, колледже Льюиса и Кларка (США).
С 1999 года занимала ряд должностей в администрации Архангельской области: начальник отдела науки и высшей школы, заместитель директора департамента образования и науки. С июня 2008 года по июнь 2010 года — заместитель главы администрации (заместитель Губернатора) Архангельской области по социальным вопросам. 
В апреле 2010 года назначена ректором новообразованного Северного (Арктического) федерального университета имени М. В. Ломоносова.
Проходила стажировки и повышение квалификации: ноябрь 2009 — Российская академия государственной службы при Президенте РФ — курсы повышения квалификации «Антикризисное управление социальной сферой»; апрель 2004 — курсы Евросоюза по социальной экономике и местному развитию (Виченца, Италия); февраль-март 2003 — Программа МАШАВ (МИД Израиля) по менеджменту и лидерству; ноябрь-декабрь 1998 — NIKK (Осло, Норвегия) по политическому лидерству в Норвегии; январь-август 1998 — Институт Кеннана (Вашингтон, США) «Управление системой высшего профессионального образования и науки в США»; ноябрь-декабрь 1996 — Университет Осло (Норвегия) «Организация преподавания в классическом университете»; июль 1995 — июнь 1996 — Университет Дж. Вашингтона (США) «Особенности управления современным университетом»; апрель-май 1992 — Оксфордский университет (Великобритания) по политической этике и политическому лидерству. 
Е. В. Кудряшова доктор философских наук, профессор, действительный член Российской академии естественных наук. Является автором четырех монографий и более 100 научных статей по вопросам управления, лидерства, развитию науки и высшего профессионального образования, международному сотрудничеству. 
10 марта 2015 года следственными органами СКР по Архангельской области и Ненецкому автономному округу было возбуждено уголовное дело в отношении ректора ФГАОУ ВПО «Северный (Арктический) федеральный университет» (САФУ) Елены Владимировны Кудряшовой, которую подозревали в злоупотреблении должностными полномочиями (часть 1 статьи 285 УК РФ): по версии следствия, Е. В. Кудряшова в 2011 году во время подготовки и строительства здания библиотеки САФУ из личной заинтересованности необоснованно заключила ряд договоров с некомпетентной московской фирмой, что повлекло причинение материального ущерба учебному заведению на сумму более 7 миллионов рублей. 30 марта 2015 года Е. В. Кудряшова, чей 5-летний контракт заканчивался 8 апреля, фактически сложила с себя полномочия ректора, однако осталась работать в вузе в качестве советника ректора по стратегическому развитию; должность и. о. ректора САФУ заняла Наталья Чичерина. В декабре 2015 года уголовное дело в отношении Е. В. Кудряшовой было прекращено в связи с отсутствием состава преступления.
26 января 2016 года распоряжением Правительства Российской Федерации № 79-р Елена Владимировна Кудряшова вновь назначена ректором Северного (Арктического) федерального университета имени М. В. Ломоносова сроком на 5 лет.
31 декабря 2020 года распоряжением Председателя Правительства назначена ректором Северного (Арктического) федерального университета имени М. В. Ломоносова ещё на 5 лет.
14 мая 2024  года по собственному досрочно покинула пост ректора Северного (Арктического) федерального университета имени М. В. Ломоносова.
Замужем, имеет двух дочерей. Муж — Юрий Владимирович Кудряшов, директор Дирекции программ развития САФУ.

### Общественная деятельность
В 2012 году Е. В. Кудряшова была выдвинута  в качестве кандидата на пост губернатора Архангельской области от партии Единая Россия, но пост главы области занял Игорь Орлов. 
Председатель диссертационного совета в САФУ имени М. В. Ломоносова по защитам кандидатских и докторских диссертации по социальной философии и социологии.
Член научно-методического совета (НМС) по философии Министерства образования и науки РФ.
Член Общественного совета по профессиональному образованию при Комитете по образованию и науке Государственной Думы РФ, действительный член Российской академии естественных наук, член Российского совета по международным делам, член экспертного Совета по Арктике Совета Федерации, Совета Ассоциации полярников.
Член правления Совета Ассоциации ведущих вузов России, межрегионального Ломоносовского фонда.
Член рабочей группы по высшей школе и науке Баренцева Евро-Арктического региона.
Председатель Архангельского регионального отделения Союза ректоров России, Архангельского регионального отделения Всероссийского философского общества, Ассоциации краеведов Архангельской области.

## Санкции
Поддержала вторжения России на Украину, подписала письмо в поддержу российской агрессии. С 9 июня 2022 года находится под персональными санкциями Украины за поддержку войны. Также была внесена ФБК в список коррупционеров и разжигателей войны за поддержку нападения на Украину, 16 марта 2022 года форумом свободной России внесена в санкционный «Список Путина» и доклад «поджигателей войны» с предложением введения против неё международных санкций.

## Награды и звания
- Медаль Е. Р. Дашковой РАЕН(2004)[2];
- «Почетный работник общего образования Российской Федерации» (2005)[2];
- «Почетный работник высшего профессионального образования Российской Федерации» (2009)[2];
- Лауреат Премии Правительства Российской Федерации в области образования (2011)[2];
- Орден В. И. Вернадского, за особые заслуги и научные достижения в области экологии и охраны окружающей среды (2014)[2];
- «Ректор года - 2020» (2020)[30][31].